# Caperucita amarilla
Caperucita Amarilla es una obra de Chico Buarque de 1970.
Un clásico de la literatura infantil brasileña, Chapeuzinho Amarillo de Chico Buarque de Hollanda, fue publicado en 1970, y relanzada en 1979 con las ilustraciones del grande chargista Ziraldo. Fue condecorada con el sello Altamente Recomendable para Niños de la Fundación Nacional del libro infantil y Juvenil (FNLIJ), en 1979 y ganó el premio Jabuti de la Cámara Brasileña del Libro (CBL), en 1998 [fuente confiable?.

## Pieza de teatro
Los días 4 y 5 de septiembre de 2010, el musical infantil “Rayuela”, inspirado en la obra de Chico Buarque de Holanda, es el primer texto para teatro del poeta caruaruense Demóstenes Félix más conocido por los proyectos Bebiendo Poesía y Los Poetas de Quinta. La pieza cuenta la historia de una niña que tenía miedo de todo, dejando de vivir en función de ellos. Sus amigos deciden mostrar a ella que la vida puede ser bien mejor se venzamos nuestros miedos y, para eso, ellos inventan un joguinho de palabras (Anagrama).
- Datos: Q18243422